# Prédio da Alfândega de Fortaleza
A Alfândega de Fortaleza surgiu por uma alvará de 1810 e instalada em 10 de julho de 1812, mas só alcançou grande desenvolvimento no final do século XIX quando um prédio novo foi projetado junto com a então nova estrutura portuária de Fortaleza (Ponte Metálica) projetado pelo engenheiro inglês John Hawkshaw, no ano de 1883. A construção coube a Tobias Laureano de Melo e Ricardo Lange.
Localizado na esquina das Avenidas Pessoa Anta e Almirante Tamandaré, as obras foram iniciadas em 14 de outubro de 1884, e este foi inaugurado em 15 de junho de 1891.
O projeto original compreendia um grande bloco central de dois pavimentos para a administração do conjunto mercantil da aduana (bloco central), com seus armazéns (ambos os blocos laterais ao bloco central), tendo anexo e ao mesmo tempo vinculado a este na cabeceira leste, um edifício, também de dois andares, para a administração do Porto.
Com estrutura em ferro fundido e forjado integrando seus adornos e elementos, continha ainda esguias colunas com fuste cilíndrico, decoradas com capitéis coríntios, escadaria monumental dupla em dois lances, balcões, corrimãos, gradis, oriundos de Glasgow, itens dos catálogos da empresa Walter Mac Farlane.

## Século XX
O Prédio da Alfândega de Fortaleza passa por mudanças na estrutura, de atividades e vítima de incêndio.
- Um pavimento é adicionado ao armazém central (década de 1910).
- Dois pavimentos são adicionados ao armazém leste (década de 1940).
- Década de 1950 as atividades aduaneiras são transferidas para o Porto de Mucuripe.
- A Delegacia da Receita Federal em Fortaleza funcionou neste prédio.
- Na noite de 29 de janeiro de 1978, um incêndio destruiu parte das instalações da Delegacia da Receita Federal em Fortaleza
- Década de 1980 o controle deste passa à Caixa Econômica Federal, que recupera o prédio do incêndio e demole um quinto bloco.
- Em 2008 a Caixa Econômica Federal deixa o prédio para nele instalar a CAIXA Cultural de Fortaleza.[5]